# Monte de Santa Trega
El monte de Santa Trega (gallec: monte de Santa Trega) és una muntanya de 341 metres d'altitud situada en l'extrem sud-oest de Galícia, en el municipi d'A Guarda.
Des del cim d'aquesta muntanya, de pronunciades pendents, es domina la desembocadura del riu Miño, l'oceà Atlàntic i les muntanyes de Portugal i Galícia, per la qual cosa constitueix un enclavament estratègic habitat des de molt abans que l'assentament del Castro de Santa Trega, com testifiquen petròglifs allí trobats de més de 2.000 anys d'antiguitat.
En ell es troba l'església de Santa Trega i proper a la porta del temple una làpida de pedra amb multitud de marques de pedreria, col·locada en ocasió del festival de 1979 en honor dels poveiros de Póvoa de Varzim (Portugal). Pel que sembla, es tracta d'una reproducció en pedra de la porta de fusta original de l'ermita, que contenia aquestes marques. És de destacar la seva similitud amb les existents en esglésies, monestirs, etc. en l'Europa medieval.
- Marques de pedreria